# Lars Jespersson
Lars (eller Lasse)  Jespersson, död 1587 eller 1588, var en svensk adelsman (tillhörig den ätt som senare blev känd som Cruus af Edeby) och fogde. Han skrev sig 1551-1566 till Yttergård i Rasbo socken och från 1561 till Årby i Rasbokils socken. I arvskifte med brorsbarnen 1578 ärver Lars Jespersson, Yttergård, Näset, Viseby kvarn, Funboslätt, Masängen, Dyan, Sättergärde, Stymninge och Västlöt i Rasbo socken, Årby med tillhörande gods i Rasbokils socken, jord i Forsa, Tensta socken och Grimsta i Ärentuna socken, samt jord på andra håll i Uppland och Dalarna.

## Biografi
Lars Jespersson var son till Jesper Nilsson Kruse och Barbro Larsdotter.
Han blev redan 1537 häradsdomhavare i Dalarna och domare över Kopparberget och "menige Dalarna" 1540, fogde över Västerdalarna 1542 och över Gästrikland 1555. Däremellan hade han 1554-1555 varit slottsfogde i Uppsala. 1558 avgick han som fogde. 1568-1569 var han lagman i Västmanlands och Dalarnas lagsaga. 1570-83 var han åter domare i Dalarna.
Lars Jespersson var med vid förseglandet av ett antal av tidens viktiga svenska statsakter som Västerås arvförening (1544) och Gustav Vasas testamente (1560).
Det är inte känt exakt när Lars Jespersson avled, men dödsfallet måste ha infallit mellan den 7 november 1587 och den 6 februari 1588.

### Familj
Lars Jespersson gifte sig första gången med sin styvsyster Karin Ottosdotter (död 1570), dotter till domhavanden Otto Nilsson (Hästehufvud) och Carin Gustafsdotter (Slatte). De fick tillsammans barnen riksrådet Matts Larsson (död 1606), ryttmästaren Jesper Larsson (stupad i slaget vid Lode 1573), arklimästaren Peder Larsson i Narva, Ingeborg Larsdotter Cruus som var gift med väpnaren Jöns Larsson (stamfader för ätterna Stiernadler och Hadorph) (Ifrågasatt uppgift, se Lindsbroätten), ståthållaren Anders Larsson (Kruse) på Kalmar slott och Nils Larsson (död 1625).
Lars Jespersson gifte sig andra gången 1575 med Magdalena Olofsdotter (örnfot) (död tidigast 1591), dotter till lagmannen Olof Pedersson (Örnfot) och Carina Hansdotter (Tott).